# Sorin Ardeleanu
Sorin Ardeleanu (Timișoara, 6 aprile 1962) è un ex cestista rumeno.

## Carriera
Con la Romania ha disputato i Campionati europei del 1987.